# متلازمة التقيؤ المفرط التالي للماريجوانا
تعرف متلازمة التقيؤ المفرط التالي للماريجوانا بأنها شعور متكرر بالغثيان والقيء والألم البطني الماغص الناتج عن تعاطي الماريجوانا. لوحظ تحسن هذه الأعراض بشكل مؤقت بعد أخذ حمام ساخن، أما عن مضاعفات هذه المتلازمة فهي تشمل الفشل الكلوي واضطرابات الشوارد في الدم بالإضافة إلى حروق الجلد الناتجة عن حرارة مياه الاستحمام، كما سُجلت وفيات ناتجة عن هذه المضاعفات.
تحتاج هذه المتلازمة لكي تظهر بشكل واضح إلى تعاطي الماريجوانا المتكرر بشكل أسبوعي على الأقل، ومع ذلك، لا تزال الآلية المرضية الكامنة خلفها غير معروفة بشكل واضح، ولكن توجد عدة فرضيات مقترحة لتفسيرها. يعتمد التشخيص أساسًا على الأعراض السريرية، وكثيرًا ما تكون الحالة موجودة قبل وضع التشخيص بمدة جيدة. تُذكر عادةً متلازمة التقيؤ الدوري باعتبارها حالة مشابهة.
يتضمن العلاج الفعال إيقاف استخدام الماريجوانا، ومع ذلك، قد تمر فترة تصل حتى الأسبوعين لملاحظة التحسن. تعتبر العلاجات المقدمة خلال هجمة التقيؤ علاجات داعمة بشكل عام، وتوجد أدلة تجريبية على فائدة استعمال كريم الكابسيسين على البطن خلال الهجمة الحادة.
تصيب متلازمة التقيؤ المفرط التالي للماريجوانا نحو 2.7 مليون شخص في الولايات المتحدة الأميركية كل عام، وتبلغ نسبتهم 6% من الذين يقصدون أقسام الإسعاف في الولايات المتحدة بشكوى غثيان وتقيؤ متكرر. وُصِفَت هذه المتلازمة من قبل آلِن وزملائه عام 2004، بينما قدم سونتينيني وزملاؤه معايير تشخيصية مبسطة لها عام 2009.

## الأعراض والعلامات
ترتبط التأثيرات طويلة وقصيرة الأمد لتعاطي الماريجوانا بالتأثيرات السلوكية؛ ما يؤدي إلى طيف واسع من الآثار على أجهزة الجسم والحالة الفيزيولوجية، يمكن وصف متلازمة التقيؤ المفرط التالي للماريجوانا بأنها متلازمة عجائبية (أي معاكسة للنمط المتوقع من الأعراض)؛ فهي تتصف بتقيؤ مفرط معند خلافًا للتأثيرات المعروفة المثبطة للغثيان والتقيؤ التي تملكها الماريجوانا ومشتقاتها.
تظهر هذه المتلازمة على شكل غثيان ملحوظ وتقيؤ وألم بطني في سياق الاستخدام المفرط للماريجوانا ومشتقاتها من فئة القنبيات. يميل ألم البطن إلى أن يكون بسيطًا ومنتشرًا غير محدد بنقطة معينة. توجد 3 مراحل لمتلازمة فرط التقيؤ التالي للماريجوانا وهي: مرحلة الأعراض البادرية، تليها مرحلة التقيؤ المفرط، ثم مرحلة التعافي.
تتميز مرحلة الأعراض البادرية بأعراض دون النموذجية للمتلازمة، تتضمن الشعور بالانزعاج البسيط والغثيان عند الاستيقاظ. قد يلجأ بعض الأشخاص أحيانًا إلى زيادة تعاطي الماريجوانا بغية التخلص من أعراض الغثيان المزمن الذين يعانون منه، وذلك قبل معرفة تأثير الحمام الساخن. بشكل عام، قد تستمر هذه المرحلة لأشهر أو حتى سنوات.
تتميز مرحلة التقيؤ المفرط بالأعراض النموذجية الكاملة للمتلازمة، مثل الغثيان المعند والتقيؤ المفرط والألم البطني الماغص. قد يحدث التهوع (الرغبة في التقيؤ والشروع به) حتى 5 مرات في الساعة، [7] ومن الصعب أن يتمكن المريض من تناول الطعام أو الأدوية الفموية في هذه المرحلة، وقد يحدث لدى المريض خوف من تناول الطعام. يعتبر نقص الوزن والتجفاف -بسبب نقص الوارد الفموي والتقيؤ- من الأمور واردة الحدوث. قد يقوم المريض بالتعرض للماء الساخن طوال ساعات من أجل التخلص من الأعراض، ما ينتج رغبة ملحة في الاستحمام بشكل غير طبيعي. يصف المصابون تحسن الأعراض الناتج عن الماء الساخن بأنه «مرتبط بالحرارة» ما يعني أن زيادة حرارة المياه تعني زيادة في الراحة وتسكين الأعراض. يراجع المرضى في هذه المرحلة أقسام الإسعاف في المشافي من أجل تلقي العلاج.
تبدأ مرحلة التعافي بعد أن يبتعد المريض عن تعاطي الماريجوانا. ويمكن أن تستمر من أيام إلى أشهر. يستعيد المريض في هذه المرحلة وزنه بعد إعادة تناول الطعام فمويًا بشكل طبيعي، كما تتراجع الرغبة المرضيّة في الاستحمام مفسحة المجال أمام أنماط سلوكية طبيعية.

### المضاعفات
يمكن أن تقود الهجمات المنفردة من المرض إلى بعض المضاعفات مثل الإصابة الكلوية الحادة المعروفة باسم القصور الكلوي الحاد لفرط التقيؤ التالي للماريجوانا (CHARF)، يحدث CHARF بسبب التجفاف التالي للتقيؤ المستمر والحمامات الساخنة ما يؤدي إلى ما يدعى بـ الآزوتيميا قبل الكلوية (أي فرط النتروجين في الدم الناتج عن أسباب تسبق وصول الدم إلى الكلية)، نُشر تقرير سريري يربط الإصابة الكلوية الحادة مع استخدام مشابهات الماريجوانا الصنعية -بالرغم من كون الفشل الكلوي الحاد في هذه الحالة ناتجًا عن انحلال العضلات المخططة-.

## العلاج
الكثير من العلاجات التقليدية للغثيان والتقيؤ ليست مجدية، لذلك يعتبر العلاج داعمًا بشكل أساسي إذ يركز على إيقاف تعاطي الماريجوانا، بعد الانقطاع عن تعاطي الماريجوانا بشكل كامل قد يستغرق التحسن الكامل للأعراض ما بين 7 إلى 10 أيام، تتضمن التوعية الجيدة للمرضى إعلام المريض بأن أعراضه ناتجة عن تعاطي الماريجوانا ومشتقاتها، وأن التعرض إلى هذه المواد في المستقبل من المرجح أن يسبب عودة هذه الأعراض، يمكن للصيادلة السريريين أن يساعدوا في تكريس هذه التوعية، بالإضافة إلى تشجيع المرضى على طلب المساعدة من قبل أخصائيي الصحة النفسية، يبقى الامتناع عن مشتقات الماريجوانا العلاج النوعي الوحيد، أثبت الطب المسند بالدليل فائدة العلاج النفسي السلوكي وعلاج التحسين التشجيعي كخيارات علاجية للمرضى المصابين بالإدمان على الماريجوانا ومشتقاتها.
لوحظ تحسن في الأعراض عند التعرض للماء الساخن (بحرارة أعلى من 41 درجة مئوية)، بشكل متواسط بالمستقبل الكابسيسيني TRPV، كما يجب تقييم التجفاف الناتج عن التقيؤ والحمامات الساخنة لأنه قد يؤدي إلى الفشل الكلوي الحاد، ولأن علاجه سهل بتعويض السوائل الوريدية.
إذا كان التجفاف شديدًا قد يلزم الأمر قبول المريض في المشفى، بناء على الآلية الكامنة وراء هذا التأثير، جرب بعض الأطباء استخدام مراهم الكابسيسين الموضعية وتدليكها حول السرة في علاج الأعراض الحادة لمتلازمة التقيؤ المفرط.
ظهر أن استخدام الكابسيسين الموضعي من أجل علاج متلازمة التقيؤ المفرط التالي للماريجوانا محمول بشكل جيد من قبل المرضى بالرغم من أن الأدلة على فعاليته محدودة، كما ينصح باستخدام حمامات الماء الساخن في أقسام الإسعاف في الحالات التي لا تتوفر فيها مراهم الكابسيسين الموضعية، إلا أن الحاجة إلى المحاذير ذاتها المرتبطة باستخدام الماء الساخن (التجفاف وأذيات الحروق) تبقى موجودة.
في بعض التقارير السريرية المتفرقة، أدت مضادات الذهان مثل الهالوبيريدول والأولانزابين إلى توفير زوال كامل للأعراض المزعجة، أما استخدام أدوية البنزوديازبين مثل اللورازيبام فقد أظهرت نتائج متضاربة، جُربت بعض العلاجات الدوائية بفعالية غير واضحة، وتتضمن حاصرات مستقبلات النوروكوين-1 ومضادات الهيستامين من الجيل الأول (مثل دواء ديفنهيدرامين) وحاصرات مستقبلات السيروتونين 5-HT3 (مثل دواء أوندانسيترون) ومضادات الدوبامين المضادة للذهان (مثل دواء ميتوكلوبراميد).
أظهر دواء الأسيتامينوفين (باراسيتامول) بعض الفائدة في الحالات السريرية، وذلك في مجال تسكين الصداع المترافق مع هذه المتلازمة، يمكن أن توفر الأدوية المورفينية بعض التحسن بسبب فعاليتها في تسكين ألم البطن، لكن استعمالها غير محبذ إذ إنها تزيد من سوء الغثيان والتقيؤ.

## سير المرض
تستمر الهجمات الحادة من متلازمة فرط التقيؤ التالي للماريجوانا عادة 24 إلى 48 ساعة، أما المشكلة المرضية بشكل عام فكثيرًا ما تتوقف بعد الإيقاف الدائم لاستعمال الماريجوانا، قد يستغرق التحسن مدة شهر إلى 3 أشهر حتى يصبح ملحوظًا.
يعتبر نكس المرض أمرًا شائعًا، ويعتقد أن السبب الأساسي في هذا الأمر يعود إلى نقص الثقافة الصحية إذ يقوم العديد من الأشخاص بزيادة كمية الماريجوانا التي يتعاطونها لكي يتخلصوا من أعراض الغثيان والتقيؤ المزعجة.

## انتشار المرض
لا توجد إحصائيات دقيقة تحدد عدد المصابين بهذه المتلازمة، لكن العدد يقدر بأنه قد يصل إلى الملايين، ومن ضمن الأشخاص الذين يتعاطون الماريجوانا أكثر من 20 مرة في الشهر الواحد يقدر أن ثلثهم سوف يعاني من هذه الأعراض، وفقًا للتقارير تم تسجيل حالات من المتلازمة بشكل أكثر شيوعًا لدى الأشخاص الذين يتعاطون الماريجوانا يوميًا (47.9% من المصابين) وأكثر من مرة يوميًا (23.7% من المصابين)، بالمقارنة مع المتعاطين مرة أسبوعيًا (19.4% من المصابين) والمتعاطين بشكل أقل من مرة أسبوعيًا (2.4% من المصابين).
سُجلت زيادة كبيرة في معدل حدوث فرط التقيؤ التالي للماريجوانا (وغيره من الاضطرابات المرضية الناتجة عن تعاطي الماريجوانا) في الولايات الأميركية التي شرعت تعاطي هذه المادة بشكل قانوني، حتى إن عدد حالات متلازمة التقيؤ الدوري المسجلة في ولاية كولورادو تضاعف بعد التشريع، ومع استمرار تشريع تعاطي الماريجوانا على مستوى الولايات، يقدر أن يستمر عدد حالات متلازمة فرط التقيؤ التالي للماريجوانا في الارتفاع داخل الولايات المتحدة الأميركية.

## تاريخ المرض
تم توثيق أولى حالات فرط التقيؤ التالي للماريجوانا في منطقة أديلايد هيلز في جنوب أستراليا عام 2004، وقد وُضع اسم المتلازمة في هذا الوقت أيضًا، ركز التقرير على حالات 9 مرضى تميزوا بأنهم متعاطون مزمنون للماريجوانا يعانون من إقياءات دورية مزمنة، وقد ذكرت إحدى السيدات في الدراسة أن الحمامات الساخنة وفرت لها مصدر الراحة الوحيد من الغثيان والتقيؤ الشديد والألم البطني، حتى إن هذه السيدة سببت لنفسها الحرق 3 مرات في الحمامات الساخنة في محاولة للحصول على بعض الراحة.

## التوجهات البحثية
ليس من المعروف حتى الآن سبب توزع حالات متلازمة التقيؤ المفرط التالي للماريجوانا بشكل غير متوازن حول العالم مقارنة مع تعاطي هذه المادة الذي يعتبر منتشرًا بشكل واسع عالميًا، قد يكون هناك اختلافات وراثية بين متعاطي الماريجوانا تؤثر على قابلية كل منهم لتطوير أعراض هذه المتلازمة، لا تزال الآلية الفيزيولوجية المرضية غير واضحة، خصوصًا في المجال المتعلق بتأثيرات الماريجوانا على المعدة والأمعاء، ولا تزال النتائج طويلة الأمد للمتلازمة وعلاجاتها المختلفة مجهولة.